# На границе штатов
«На границе штатов» (англ. In the Border States) — американский короткометражный драматический фильм Дэвида Уорка Гриффита.

## Сюжет
Действие фильма происходит во времена Гражданской войны. Мужчина из приграничного штата решает присоединиться к армии Союза. Вдруг один солдат встречает его дочь, а сам он получает тяжёлое ранение и вынужден скрываться от солдат Конфедерации.

## В ролях
| Актёр               | Роль |
| ------------------- | ---- |
| Чарльз Уэст         |      |
| Чарльз Арлинг       |      |
| Оуэн Мур            |      |
| Уильям Дж. Батлер   |      |
| Verner Clarges      |      |
| Эдвард Диллон       |      |
| Джон Т. Диллон      |      |
| Глэдис Иган         |      |
| Фрэнк Эванс         |      |
| Френсис Дж. Грэндон |      |